# کوگانی، توکیو

نقشهٔ کوگانی واقع در ناحیهٔ تامای توکیو

کُوگانِی (به ژاپنی: 小金井市 Koganei) به یکی از بخش‌های منطقه تامای توکیو، پایتخت ژاپن گفته می‌شود. مساحت آن ۱۱٬۳۳ کیلومتر مربع است. ایستگاه قطار شهر تقریباً در مرکز آن قرار گرفته و خط چواوهونسن از شرق به غرب منطقه گذر می‌کند. در شمال آن پارک کوگانی یکی از مناطق معروف و برگزیده از نظر داشتن شکوفه‌های گیلاس قرار دارد. در قسمت جنوب آن پارک موساشینو و پارک نوگاوا و گورستان تاما واقع شده‌است.

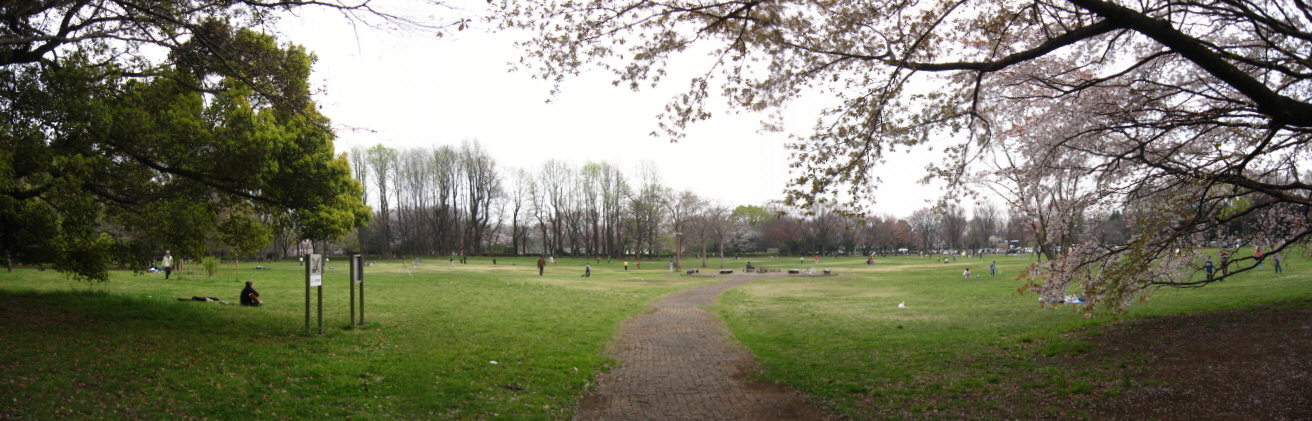
پارک کوگانی. یکی از صد پارک برگزیده از نظر زیبایی شکوفهٔ گیلاس